# Paranicomia similis
Paranicomia similis là một loài bọ cánh cứng trong họ Cerambycidae.